# Спартак (футбольний клуб, Нижній Новгород)
Футбольний клуб Спартак (Нижній Новгород) або просто Спартак (Нижній Новгород) (рос. Футбольный клуб «Спартак» Нижний Новгород) — російський футбольний клуб з міста Нижній Новгород.

## Хронологія назв
- 2000 — 11 лютого 2005 — «Лукойл» (Челябінськ)
- 12 лютого 2005 — 14 лютий 2006 — «Спартак» (Челябінськ)
- 15 лютого 2006 — січень 2007 — «Спартак» (Нижній Новгород)
- Січень 2007 — «Нижній Новгород»  (не плутати з ФК «Нижній Новгород»)])

## Історія
Клуб був заснований в 2000 році на базі футбольної команди «Лукойл» (сел. Аргаяш Челябінської області). У 2004-2005 роках — фарм-клуб московського «Спартака».
У 2006 році клуб переїхав з Челябінська в Нижній Новгород, виступав у першому дивізіоні Росії, але зайнявши 18 місце пішов на пониження в класі — у 2007 році «Спартак» НН повинен був виступати у другому дивізіоні. У січні 2007 року «Спартак» змінив свою назву на «Нижній Новгород», однак виступати під цією назвою команді не довелося — в лютому, в зв'язку з відмовою від проходження атестації, клуб був виключений зі складу учасників Асоціації «ПФЛ» і розформований.

### Результати

#### на регіональному рівні
- 2000 — 8 місце в чемпіонаті Челябінської області
- 2001 — 1 місце в чемпіонаті Челябінської області

#### у першостях Росії
- 2001 — 1 місце в першості КФК - у зоні «Урал і Західний Сибір», 3 місце — в фінальному турнірі
- 2002 — 3 місце у другому дивізіоні, зона «Урал»
- 2003 — 2 місце в другому дивізіоні, зона «Урал-Поволжя»
- 2004 — 2 місце в другому дивізіоні, зона «Урал-Поволжя»; вихід до першого дивізіону
- 2005 — 9 місце в першому дивізіоні
- 2006 — 18 місце в першому дивізіоні; вибування до другого дивізіону

#### у кубку Росії
У розіграшах Кубка Росії команда брала участь 5 разів (провівши 15 матчів).
Найвище досягнення — вихід у 1/16 фіналу в останньому для себе розіграші — сезоні-2006/07, де поступилася московському «Динамо» (1:3, 0:2). У всіх попередніх чотирьох розіграшах вилітала з турніру в серії післяматчевих пенальті.

#### Друга команда
У 2002 році друга команда «Лукойлу» («Лукойл»-д) заявилася на першість КФК (зона «Урал і Західний Сибір»), але в підсумку провела тільки 9 матчів з 20-ти. Після неявки на один з матчів, з команди було знято 3 очки, після чого команда знялася з першості.

## Відомі гравці
- Дмитро Торбинський
- / Юрій Приганюк
- Анрі Хагуш
- Александру Гацкан
- Віталій Денисов
- / Василь Кушнір
- / Давид Хмелідзе
- Алан Кусов